# 422

## Esdeveniments
- 10 d'octubre - Roma: Celestí I és escollit papa, succeint Bonifaci I.
- Armènia: Amb l'assassinat del rei Shapuh, el país entra en un interregne de més d'un any.
- Roma: comença la construcció de la basílica de Santa Sabina, al turó de l'Aventí, per Pere d'Il·líria.

## Necrològiques
- 4 de setembre - Roma: Sant Bonifaci I, papa.
- Ctesifont (Pèrsia): Shapuh, rei d'Armènia, assassinat pels nobles quan reclamava els seus drets al tron sassànida.